# Cuculus gularis
El cuco barbiblanco (Cuculus gularis), también denominado cuco africano y cuclillo africano, es una especie de ave cuculiforme de la familia Cuculidae que vive en el África subsahariana.

## Distribución y hábitat
El cuco barbiblanco es un ave migradora intraafricana, que se desplaza desde la región al sur del Sahel hasta el sur de África. Puede encontrarse en Angola, Benín, Botsuana, Burkina Faso, Camerún, Chad, Costa de Marfil, Yibuti, Eritrea, Etiopía, Gabón, Gambia, Ghana, Guinea-Bissau, Kenia, Liberia, Malaui, Mali, Mauritania, Mozambique, Namibia, Níger, Nigeria, República Centroafricana, República del Congo, República Democrática del Congo, Ruanda, Senegal, Sierra Leona, Somalia, Sudáfrica, Sudán, Sudán del Sur, Suazilandia, Tanzania, Togo, Uganda, Zambia y Zimbabue.
Su hábitat natural son las sabanas arboladas y los bosques abiertos, y evita las selvas densas.

## Taxonomía
Fue descrita científicamente por el naturalista inglés James Francis Stephens en 1815 como una subespecie de Cuculus canorus, aunque en la actualidad se considera una especie aparte. No se reconocen subespecies.

## Comportamiento
Es un ave insectívora que se alimenta principalmente de orugas.
Como otros cucos practica el parasitismo de puesta.